# Pierina Boranga
Pierina Boranga (Belluno, 24 novembre 1891 – Belluno, 17 giugno 1983) è stata un'insegnante e scrittrice italiana.
È stata la promotrice della costruzione della Scuola elementare Aristide Gabelli Archiviato il 7 agosto 2020 in Internet Archive. di Belluno: costruita durante il ventennio fascista, all'epoca della costruzione era un vanto nazionale per la modernità del fabbricato e per la didattica applicata nell'insegnamento, ispirata al metodo ideato da Giuseppina Pizzigoni e messo in opera nella Scuola Rinnovata di Milano. 
La Boranga è autrice di numerosi volumi di divulgazione didattica e di letteratura per ragazzi.

## Biografia
Nacque a Belluno, in una casa di via Sottocastello a ridosso dell'allora Tribunale, del quale suo padre era custode.
Frequenta la scuola elementare di Via Loreto a Belluno, dove si fa apprezzare per diligenza e bravura, nonostante le condizioni infelici della scuola del tempo: «Le classi inferiori erano zeppe di alunni, quaranta o cinquanta in ogni aula, seduti nei banchi a due a due, in file strette per dare posto a tutti. Le aule non erano ampie a sufficienza. Avevano finestre col davanzale alto, per cui da sedute vedevamo un breve tratto di cielo e i tetti delle case vicine. Era prescritto che le finestre fossero così, per evitare distrazioni agli scolari. La scrivania della maestra, chiamata cattedra, era alta su una predella con due scalini; emergeva nell'aula come una cabina di comando». Nelle classi, rigorosamente divise in maschili e femminili, i maestri richiedono una disciplina molto severa e insegnano in modo nozionistico. 
Dopo aver completato i cinque anni di scuola elementare, Pierina desidera continuare ad andare a scuola, ma il padre respinge l'idea: «No se pol, la scola la costa, i e zinque fioi da mantegner.» 
Pierina deve aiutare la madre nel lavoro di stiratrice, ma quando comincia il nuovo anno scolastico (1902/03) la sua sofferenza per la rinuncia allo studio è talmente grande che la madre prende una decisione: «Laorerò mi de pì, se ocore anca de not, ma coi contentarla». Pierina incomincia così a frequentare la Regia Scuola Normale di Belluno, per diventare maestra. Non è facile: le lezioni sono poco coinvolgenti e lo studio, arido e impegnativo, richiede soprattutto contenuti imparati a memoria. Le capita anche di essere pesantemente umiliata: «Un giorno avevo il naso chiuso che mi rendeva faticosa la respirazione. A metà lezione tentai con una soffiata un po' più energica di liberarlo e l'insegnante si rivolse a me irritata dicendomi: - Hai il naso di un elefante tu: ineducata! - Alcuni giorni dopo, durante una lezione sulle città d'Italia, andava chiedendo a ciascuna di noi quale avevamo veduta. Quando fu la volta mia le risposi: nessuna. - Tu sei nata e cresciuta in una zucca - mi disse.»

### La prima esperienza di insegnamento
Nell'ottobre 1908 Pierina Boranga raggiunge con una corriera a cavalli la sua prima sede di insegnamento, Domegge di Cadore. Accompagnata dal padre, si presenta al sindaco (le scuole elementari a quell'epoca erano gestite dai Comuni) che si dimostra preoccupato: «Così giovane? Non so come potrà cavarsela con quei manigoldi di scolari che al maestro dell'anno passato gliene hanno fatte d'ogni colore! Ad ogni modo proviamo, io farò di tutto per aiutarla. Mi farò vedere spesso dagli scolari, anche, se occorre, col mio bastone - Era un bastone nodoso. Decisamente secondo lui doveva essere il supplemento alle mie capacità per la disciplina degli alunni». 
Le vengono assegnate due classi, seconda e terza maschili, con 61 alunni. Appena entra nell'aula nota il soffitto macchiato d'inchiostro: «Vede? Quella è opera degli scolari dell'anno scorso. Soffiavano palline di carta intinte nell'inchiostro e le mandavano fin lassù. E non basta: presente il maestro montavano sulle finestre e stavano tra i vetri e le imposte serrate a disturbare le lezioni».
Da giovane maestra, non può sentirsi preparata al compito che la attende. Per evitare errori, applica con scrupolo le indicazioni didattiche dei programmi Orestano del 1905. Ogni giorno scandisce le attività nel modo seguente: L'appello, la preghiera, la visita personale per il controllo di ordine e pulizia, il calcolo orale, un po' di ginnastica (naturalmente fatta in aula, usando solo braccia e mani), lezioni "di cose" e "per aspetto", esercitazioni di lingua italiana, come i dettati ortografici, la scrittura di "pensierini", la risposta domande, i riassunti, i temi, gli esercizi di grammatica, la "copia in bella".
Nella scuola del tempo non c'è l'abitudine alle uscite, considerate una perdita di tempo, ma, all'arrivo della prima neve, la maestra Pierina propone un'attività interessante: raduna accanto alla finestra aperta gli scolari, li invita ad osservare e a percepire ogni stimolo sensoriale e si confronta con loro. Alla fine legge una poesia, Nevicata, tratta della raccolta Odi Barbare: «Mi adoperai per sottolineare con la voce i versi più accessibili alla loro comprensione trasferendo nella realtà osservata la poetica dell'autore». Uscita da scuola, riferisce con soddisfazione l'esperienza ad un collega. Riceve un commento gelido: «Una poesia del Carducci a ragazzi di terza? Ma lei è matta, ha perduto tempo». Il suo desiderio di sperimentare nuove modalità didattiche le procura una prima sofferenza, ma è l'avvio di un percorso di crescita professionale.

### Maestra assistente all'Asilo infantile Cairoli
Nel 1910 Pierina Boranga, avendo perduto entrambe le sorelle, cerca di riavvicinarsi alla famiglia ed ottiene il posto di maestra assistente all'Asilo infantile Adelaide Cairoli, ente benefico istituito a Belluno ancora nel 1868 da una società di mutuo soccorso.
Non possiede una competenza professionale specifica. Osserva con attenzione l'ambiente e, fin dal primo momento, intuisce che i bambini hanno bisogno più di ogni altra cosa di giocare, di muoversi, di fare attività: «Vedo animazione di bimbi e di persone che li accompagnano. Deposto il cestino contenente cibarie, li aiutano a indossare il grembiulino a quadretti rossi o blu, poi i bimbi vanno subito a sedere su panchine basse di legno. Mi pare che siano in sofferta attesa di fare qualcosa. Mi sento insoddisfatta del prolungarsi della disoccupazione».
Lo spirito di iniziativa e i ricordi felici dei giochi fatti quand'era piccola sul greto del Piave diventano strumento del suo lavoro in occasioni come la seguente: «C'era, in cortile, un rubinetto al muro per l'acqua alle piante dei fiori. Si sa quanto l'acqua piaccia ai bambini. Io l'avevo sperimentato con i miei fratelli. Senza chiedere il permesso ad alcuno pensai di creare, in margine al cortile, un ruscelletto nel quale far navigare, come barchette, le foglie aride cadute. Approfitto del chiasso che gli altri bimbi fanno in cortile, un poco più lontano da noi, per avviare il lavoro. Il rigagnolo improvvisato, che scorre lucente tra i sassolini della ghiaia, rende festanti loro e me. Però la cosa non era del tutto facile come io l'avevo pensata: a qualche bimbo che rincorreva con la mano la barchetta, gli si era bagnata l'arricciatura della manica rinserrata a polso dell'elastico. Mi do da fare per evitare il peggio, quando mi sento aggredire da una voce imperiosa: era l'Anzoleta, la custode dell'asilo».
Il gioco viene bloccato: non sono ammesse attività diverse dal consueto! Esperienze come queste amareggiano la Boranga, convincendola che per lavorare bene con i bambini non basta la buona volontà e l'inventiva, ma serve una preparazione educativa adeguata.
Sente la necessità di riprendere a studiare e un giorno si confida con Giuseppina Dal Mas, una collega bellunese che insegna a Milano. Segue il suo suggerimento e accetta il suo aiuto per registrarsi al Corso di perfezionamento per i licenziati delle Scuole Normali (detto anche Scuola pedagogica): «Si sarebbe interessata lei a farmi ottenere l'iscrizione, le firme dei professori e le dispense, a facilitarmi, cioè, la possibilità di seguire, senza frequentare, le lezioni».

### Le pluriclassi: Piandelmonte, Faverga e Badilet
Nel 1911 Pierina Boranga è nominata maestra della scuola unica mista non classificata di Piandelmonte, in Valtibolla. Il luogo, non molto distante da Belluno, è isolato: si raggiunge a piedi, percorrendo un tratto del greto del torrente Cicogna. La scuola invernale è ricavata in una stanza affittata da un contadino sopra alla sua stalla: «...il servizio igienico stava all'aperto [...] dentro un baracchino semiaperto, fatto di tavole, senza sedile e, naturalmente, senz'acqua».
Gli scolari di classe prima, seconda e terza abitano in case sperdute, prive di illuminazione elettrica: arrivano a scuola con gli zoccoli di legno ai piedi, dopo ever camminato lungo pendii ripidi e spesso coperti di neve.
La Boranga evita di assegnare loro compiti per casa: non possono scrivere bene a lume di candela e con le mani indurite dal freddo. Nonostante la scarsissima conoscenza della lingua italiana, li apprezza per il rispetto della disciplina e l'interesse alle lezioni. Trascorre dei mesi sereni, dedicando le mattinate all'insegnamento, i pomeriggi alla preparazione delle lezioni e la sera, nella stalla, unico ambiente riscaldato in cui si ritrovano per i filò adulti, bambini e animali, allo studio delle dispense della Scuola Pedagogica di Milano.
L'anno successivo viene trasferita nella scuola classificata di Badilet.
Da Belluno, con altre colleghe, la raggiunge ogni giorno a piedi con un'ora di cammino puntualmente interrotto, sulla rampa di Castion, dal salto del tappo di sughero della bottiglia di vino di una di loro. L'edificio scolastico è in costruzione e fino al termine dei lavori ha a disposizione un piccolo locale in una casa privata, a Faverga, dove accoglie le classi prima e terza in due turni: lo arricchisce una pianta fiorita, una sveglia e una gabbietta con un uccellino: desidera creare un ambiente scolastico gioioso e rassicurante, simile a quello familiare.
La Boranga insegna a Badilet fino al 1917, impegnandosi in un'incessante ricerca metodologico-didattica, tra entusiasmo, tentativi di innovazione e autocritiche. Ricava spunti operativi dallo studio, frenata, a volte, dai rimproveri del Direttore Antonio Pastorello, come la volta in cui l'animazione dei ragazzi durante una spiegazione sul corpo umano supportata dalla presenza di una bambola con inserito un pezzo di polmone animale lo infastidisce: «Le raccomando, signorina, più disciplina in classe! I ragazzi devono stare ai loro posti e rispondere soltanto quando sono chiamati».
In quegli anni sperimenta, tra le difficoltà della guerra, qualche uscita all'aperto. Di fronte alle curiosità degli scolari per le manifestazioni della natura, sentendosi incompetente e non trovando testi specifici che la soddisfacessero, inizia autonomamente a raccogliere materiale: non vuole proporre le rigide e noiose classificazioni di scienze naturali da lei studiate alla Scuola Normale. Sono i primi passi verso quelle che saranno le successive pubblicazioni di divulgazione scientifica. 

### L'insoddisfazione nella scuola di Via Stella a Milano
Nel novembre 1917 Pierina Boranga raggiunge, profuga, Milano.
Due anni prima aveva vinto un concorso bandito dal Comune della città grazie al quale nel marzo 1918 ottiene la nomina di maestra in soprannumero con assegnazione alla scuola maschile di Via Stella.
L'impatto con i quaranta scolari di classe terza non è entusiasmante: «Dopo alcuni minuti vedo parecchie mani alzate col solo pollice in vista, domanda abituale per andare al gabinetto. I miei occhi vanno alla desolata nudità delle pareti dell'aula e ai vetri delle finestre, oltre ai quali non si scorge nulla di attraente».
Con il passare dei giorni la delusione aumenta. Gli allievi sono apatici, i colleghi scolasticamente poco motivati, il dirigente proiettato sull'imminente pensionamento.
Si spiega l'indolenza degli scolari quando controlla i loro quaderni: «Esercizi da testo scolastico senza legame con la ricca possibilità di esperienza che poteva essere tratta dalla vita nel loro ambiente città. Dettature, riassunti, temi su argomenti astratti».
Non può condividere l'impostazione didattica di quella scuola: «Una mattina entra in classe il direttore. Da' un'occhiata alla scolaresca, fa qualche generica raccomandazione, poi si avvicina alla lavagna dove avevo scritto il titolo di una poesia. Mi chiama... -Guardi, signorina... Il tono della sua voce è sostenuto, teso. Mi dispongo a riconoscere un rilevante errore. -Signorina, la lettera maiuscola di quel titolo è incompleta, manca di grazie. Va fatta in questo modo... e me ne traccia una. Se ne ricordi, io ci tengo alla bella scrittura, sono professore di calligrafia. Poi se ne andò».
Il rimprovero le suscita una riflessione critica: «Tanta importanza per lo svolazzo di una maiuscola! C'era qualcosa di ben più importante da rilevare in questa classe!».
Lo stato di insoddisfazione la induce a presentare richiesta di trasferimento alla Scuola Rinnovata di Giuseppina Pizzigoni. Sa dell'esistenza di tale istituzione dai tempi della scuola di Badilet, avendo letto un articolo dedicato sulla rivista I Diritti della Scuola. Poco dopo, nel corso di una riunione di insegnanti milanesi, notando due signore entrare in sala e rimanervi solo per qualche minuto, scopre che la più alta è Giuseppina Pizzigoni. «Uscite loro si levò una voce: avete veduto la fondatrice della Scuola dove i ragazzi imparano a sbaccellar fagioli? Tutti contadini allora! Seguì una risata che serpeggiò nell'aula. Subito dopo si alzò un'altra voce: È una scuola mista, quella! Maschi e ragazze insieme contro il nostro buon costume educativo».

### L'incontro con Giuseppina Pizzigoni e la Scuola Rinnovata
Il 19 novembre 1918 Pierina Boranga raggiunge il quartiere della Ghisolfa a Milano per assumere servizio alla "Scuola Rinnovata secondo il metodo sperimentale".
Viene accompagnata in direzione dalla fondatrice: «Sono accolta con cordialità, ma io sento in lei l'autorità. - L'assessore all'istruzione mi ha mandato la sua domanda - Io la vedo aperta sul piano della scrivania: ha un grosso segnaccio blu sotto una parola. - Un errore d'ortografia, dice la Pizzigoni, puntandovi sopra il dito, mi dispiace! La Pizzigoni non mette in discussione la cosa, non mi fa la morale della brava maestra, mi assegna una classe».
La Boranga si sente subito a proprio agio in quell'ambiente. Pochi giorni dopo, quando si presentano due nuove colleghe in visita, manifesta il suo apprezzamento: «È una bella scuola, dico io, sorridendo, la Rinnovata! Si troveranno bene a insegnare qui, perché si studia, si lavora la terra, il legno. C'è un maestro per il canto, due signorine per il giardinaggio. I ragazzi vengono volentieri». L'impressione che suscita il suo entusiasmo determina in una delle due colleghe un successivo commento sarcastico: «Quella maestra là l'è nasuda n'tel casset de la catedra».
La Rinnovata è una scuola all'aperto. Dotata di una struttura e di un'organizzazione particolarmente stimolanti, dispone di spazi idonei, di un'ampia area verde, di una molteplicità di figure educative, ponendo gli allievi in situazioni di apprendimento significativo. Funziona a tempo pieno, per cinque giorni alla settimana (9-17 in inverno, 8.30-17-30 in estate): il mattino viene generalmente dedicato ad attività di studio, mentre il pomeriggio consente ai bambini la realizzazione di esperienze innovative rispetto alla prassi del tempo, come l'orticoltura, il giardinaggio, l'allevamento di animali, il canto, la ginnastica, le attività artigiane, le uscite frequenti e regolari che garantiscono un contatto diretto con la realtà esterna attraverso visite a monumenti, musei, uffici.
Ogni classe è costantemente affiancata dal proprio maestro anche durante le lezioni con l'insegnante specializzato. Gli alunni ogni sera ritornano a casa arricchiti. Non hanno compiti domestici da svolgere e possono vivere con serenità gli affetti familiari. La Boranga insegna per quasi dieci anni alla Rinnovata. Ne ammira l'impianto educativo centrato sulla globalità dell'alunno in tutti i suoi aspetti, l'attenzione riservata a ciascuno come all'intera collettività, il rifiuto del verbalismo, l'attività fattiva del bambino, la considerazione per il mondo della natura.
La osserva, però, a volte anche con occhio critico, desiderando una maggiore flessibilità nella suddivisione dell'orario scolastico, per concedere uno spazio maggiore alle espressioni creative degli allievi. Ritiene che non tutto possa essere ricondotto, nella scuola, ad esperimento preordinato.

### La direzione delle scuole del Comune di Belluno
Nel marzo 1927 Pierina Boranga fa ritorno a Belluno nella veste di direttrice didattica delle scuole elementari comunali. È la prima donna in provincia di Belluno a ricoprire un simile incarico. Si presenta, prima di tutto, al Podestà Antonio Dal Fabbro. Lo conosce bene: a suo figlio, diversi anni prima, aveva impartito lezioni private. Si aspetta saluto e accoglienza calorosi, ma non è così: «Autorità e amicizia non sempre si identificano. Il mio stato d'animo ebbe un contraccolpo immediato: risalirono subito i ricordi della vita che avevo lasciato da poco allontanandomi da Milano, dalla scuola, dalle amicizie care: a tutto questo si contrapponeva l'ignoto del nuovo compito. Il groppo dei sentimenti repressi si snoda e le lacrime incominciano silenziose a cadere giù sul cappotto fatto fare dal sarto a Milano, in vista del mio nuovo servizio, quale segno di rispetto alla dignità del grado che avevo assunto». Il Podestà vede il suo turbamento, cambia registro e, con fare paterno, la rassicura. Del resto, l'impegno che la donna sta per assumere con forte senso di responsabilità è gravoso e ricco di preoccupazioni.
A Belluno rimane traccia delle conseguenze devastanti della prima guerra mondiale: l'opera di ricostruzione è lenta e faticosa. Il Comune versa in difficoltà economiche e la gestione degli ambienti scolastici ne risente.
In un primo sopralluogo, svolto nella scuola di Chiesurazza, la Boranga rimane senza parole: «tutti i banchi hanno sui fianchi sgorbi d'inchiostro e scritte in tutti i sensi. Dovunque macchie e, sul piano, graffiature e persino scalfitture. - L'è tuta colpa dei tosat che no i ubidise la mestra, e sì che, puareta, l'è bona. La se prova in tuti i modi.» Il suo silenzio impressiona la bidella che si attiva. Nella visita successiva si ritrova a chiedere se siano stati sostituiti i banchi: «No, signorina Direttrice, sono stata io a farghe cambiar faccia. Li ho raspati tutti, dove ho potuto, con dei tochet de viero. Me ha aiutà anca me fia». L'episodio la convince che è possibile ridurre la trascuratezza degli ambienti scolastici, sensibilizzando personale ausiliario, docenti e alunni.
Promuove subito un concorso a premi, la "gara per la scuola meglio tenuta", riportando risultati insperati. La ripropone anche in seguito e diviene una tradizione, occasione annuale di inventiva e di operosità per tutti, allo scopo di migliorare lo stato dei locali e delle attrezzature scolastiche.
Il suo desiderio di qualificare la scuola la porta ad essere esigente più di quanto sia ritenuto necessario: «Mi ero accorta che il segretario capo del Comune, il dottor Cantilena, mi guardava male per il continuo succedersi delle mie richieste».
La volontà di porre rimedio alla povertà di sussidi didattici e di libri nelle biblioteche di classe la porta, ad esempio, all'iniziativa delle feste per raccogliere fondi a favore della "dote della scuola." Ancora nel 1927 organizza la prima recita, Le Avventure di Pinocchio, completandola con due balletti che lei stessa insegna ai bambini. Per assicurarsi il successo dello spettacolo si è recata a Milano, dalla Pizzigoni, e ottiene in prestito i costumi della Scuola Rinnovata.

### Prima divulgazione del metodo Pizzigoni
Pierina Boranga nel 1927 lascia Milano con la convinzione di seguire la strada percorsa dalla Pizzigoni: «Nel mio futuro impegno avrei dovuto ripercorrerla: lavoro della terra e del legno, lavoro femminile di taglio e cucito e la cucina, in tutte le mie scuole, dove sarà possibile, e alla fine dell'anno festeggialo, il lavoro, con canti, esposizione e vendita dei prodotti ottenuti, proprio come alla Rinnovata».
Vuole tener fede al suo proposito. Non è facile, ma da quel proposito ha origine la trasformazione del volto della scuola bellunese la cui attività didattica è, fino ad allora, regolata da metodi tradizionali. Se ne rende conto subito, perché seleziona il materiale didattico trasmesso dalle scuole del Comune, per una mostra organizzata dal Provveditorato agli studi di Venezia: «Devo scartare parecchio».
Sconfortanti sono anche alcuni contatti diretti. Nei primi giorni di attività direttiva in Piazza dei Martiri, ad esempio, si imbatte in un ragazzino con il quotidiano in mano. Irritata si chiede: «Perché quel maestro manda a prendere il giornale in ora di scuola? Perché non se lo compera lui?». A Borgo Prà, di mattina, le capita di vedere degli scolari che giocano tranquillamente sulla piazza. Entra a scuola: in corridoio c'è un ragazzo in castigo, in un'aula gli allievi disegnano senza alcuna guida, mentre la maestra si dedica ad un manuale di lingua inglese.
Riflette sul fatto che alla Rinnovata non vedeva mai banchi rovinati: «Quegli sgorbi, quelle macchie e quei graffiti potevano dirmi di mani desiderose di fare, e tenute a lungo inoperose; di reazioni alla noia di un insegnamento privo di interesse e perciò senza partecipazione dei ragazzi, soprattutto dei più svegli e insofferenti».
Si dice che è urgente adoperarsi per la diffusione della metodologia pizzigoniana. Stende un programma di aggiornamento per i docenti ed introduce nelle scuole diverse innovazioni: momenti di vita all'aperto, ginnastica polmonare mattutina, prevenzione sanitaria, esperienze scientifiche di giardinaggio, visite d'istruzione finalizzate, attività di drammatizzazione. Stabilisce l'abolizione fino alla classe quarta dei compiti assegnati per casa. Le strutture scolastiche inadeguate e le scolaresche molto numerose le consentono di raggiungere i primi risultati interessanti. Continua il percorso intrapreso e coinvolge le famiglie. Viene aperta una sezione dell'Associazione per la diffusione del metodo Pizzigoni che raccoglie i fondi necessari ad inviare a Milano l'insegnante Angelica Da Pian, perché frequenti un corso trimestrale.
La capillare attività della Boranga dà risultati significativi nell'anno scolastico 1930-31, quando viene realizzata l'applicazione integrale del metodo in due sezioni parallele di prima classe nella scuola rurale di Cavarzano.

### La richiesta di un idoneo fabbricato scolastico urbano: nascita della Scuola Elementare Aristide Gabelli
Pierina Boranga, fin dai primi giorni di servizio come direttrice didattica, assume con cura la vigilanza igienico-sanitaria delle scuole. Si rivolge al Podestà Dal Fabbro: «Parlai delle condizioni in cui erano i servizi delle scuole di Via Loreto. - Par d'essere tra gente incivile, primitiva, dissi. Un'aula della scuola maschile ha una parete adiacente alla fogna della Casa di Ricovero. Ci sono infiltrazioni. In tutta la scuola v'è un solo rubinetto d'acqua». Non si limita alla richiesta di provvedimenti immediati, ma sostiene la necessità di realizzare un edificio scolastico urbano unico e capiente: gli allievi sono accolti, infatti, in cinque punti diversi della città, anche in aule ricavate in locali privati. Il Podestà si fa portare, dalla soffitta, un cassone contenente svariati progetti per la costruzione di un nuovo edificio: «È contenta ora? Quale sceglie? Le do tutto il tempo per farlo. - Nessuno, rispondo io, decisa. - Non vorrà che li butti via tutti, dopo quello che il Comune ha speso per pagarli, e farne un altro per accontentare lei? - Non me, gli dico: i ragazzi. È ora di finirla con le costruzioni di edifici scolastici che sembrano caserme».
Inizia con questo scambio di battute la lotta per ottenere un fabbricato con caratteristiche insolite, in parte ispirato a quello della Rinnovata, in parte ideato in modo diverso.
La Boranga stringe una stretta collaborazione con i fratelli Zadra per la progettazione di quello che pi diventerà l'edificio della Scuola Elementare Aristide Gabelli, espressione di una riuscita sintesi di esigenze architettoniche e didattiche. Lo vuole somigliante a una casa "semplice e comoda, senza superstrutture, per mettere le giovani creature a contatto con la natura, secondo il principio della piena luce e della piena aria". Chiede perciò, che le aule, concepite come ambiente polifunzionale vivibile in libertà di movimento, siano orientate a sud, illuminate da intere pareti vetrate, apribili su un giardino esterno ricco di piante. Reclama la presenza di molti altri locali ampi e luminosi per attività specifiche, come ad esempio il canto, il lavoro manuale, la ginnastica, la proiezione, le esercitazioni domestiche. Domanda spogliatoi separati dalle aule, servizi igienici capienti e una copertura a terrazza dell'intero edificio che sia agibile ai bambini per le attività di carattere geografico. Il progetto non rispetta minimamente le disposizioni ministeriali. È estremamente difficile ottenerne l'approvazione del Provveditore agli Studi del Veneto, ma il sostegno fornito dal Podestà e soprattutto la fermezza e la bontà d'intenti della Boranga, hanno la meglio su tante pesanti riserve avanzate, finché crolla anche l'ultima, quella relativa all'esigua altezza del davanzale delle finestre, imputato di pericolose distrazioni: «Se il maestro fa scuola bene il ragazzo non si distrae; se fa scuola male il davanzale è provvidenziale, perché lo salva dalla noia, offrendogli la possibilità di agganciare a stimoli interessanti la sua attenzione». Con questa obiezione la Boranga conclude con esito positivo una pesante, impegnativa giornata di confronto con il provveditore Renda.
L'inaugurazione della Scuola Gabelli avvenne il 28 ottobre 1934, contestualmente alle celebrazioni dell'anniversario della Marcia su Roma, alla presenza del Ministro dell'Educazione Nazionale Francesco Ercole. All'inaugurazione volle presenziare anche Giuseppina Pizzigoni, la quale dettò i principi cui la scuola avrebbe dovuto ispirarsi: "tempio la natura, scopo il vero, metodo l'esperienza personale del ragazzo". Del nuovo edificio scolastico si occuparono le maggiori riviste italiane d'architettura, dedicando alla nuova scuola, esemplare modello per le altre città d'Italia, articoli riccamente illustrati.
L'attività di Pierina Boranga nella scuola è durata 50 anni, durante i quali si dedicò intensamente anche ad opere di assistenza ai bambini: fondò il Preventorio Antitubercolare e un laboratorio di tesseria.
Nel 1935 la Boranga venne nominata prima Ispettrice Scolastica con incarico ad Adria. In questa sede ricalcò l'itinerario professionale che già a Belluno come direttrice didattica aveva percorso: requisiti degli edifici e dei locali scolastici, assistenza ai bambini, formazione professionale. Ebbe un occhio di riguardo anche per gli istituti educativi privati. Nel 1937 ritornò definitivamente a Belluno come Ispettrice Scolastica.
Nel 1955 collaborò alla stesura dei programmi nazionali del Ministro Ermini.
Fu Assessore all'Istruzione e all'Assistenza del Comune di Belluno per due quadrienni (1956-1964). Vi si dedicò con particolare impegno e scrupolo e fra i vari interventi che fece, alla fine del 1963 e all'inizio del 1964 coordinò gli interventi del Comune di Belluno a favore sei superstiti del disastro del Vajont. 
Nel 1956 le fu conferita la Medaglia d'Oro dei Benemeriti della scuola, della cultura e dell'arte, in riconoscimento della sua opera, onorificenza che si aggiunse a quella conferitale dal Ministero dell'Agricoltura e delle Foreste nel 1952.
Pierina Boranga morì il 17 giugno 1983. In suo onore è stata dedicata una sala del palazzo Crepadona, sede della Biblioteca Comunale di Belluno e nel giugno del 2013 le sono stati intitolati i giardini della vecchia scuola Gabelli, giardini didattici che ella volle a corona dell'edificio scolastico, oggi in via di restauro.

## Attività divulgativa
Durante gli anni trascorsi a Milano, Pierina Boranga conobbe l'editore Paravia il quale s'interessò agli studi della Boranga sulle piante spontanee. Nacque così il primo libro La natura e il fanciullo, al quale seguirono altri due: La strada e Le siepi, considerati tre classici della divulgazione scientifica dell'epoca. Per l'autrice la colpa dello scarso rispetto per la natura è dovuta allo «scarso spirito d'obbedienza che noi Italiani sfortunatamente abbiamo» che si aggiunge a una «insufficiente educazione, rilevata, purtroppo anche all'estero», perché al nostro popolo «manca tuttora una preparazione, anche elementare, per intenderla».
Contemporaneamente Pierina Boranga divulgava i suoi nuovi criteri d'insegnamento attraverso conversazioni radiofoniche trasmesse da Il Cantuccio dei Bambini, e articoli su riviste scolastiche. Collaborò anche per la rivista professionale Scuola Italiana Moderna e scrisse commediole per ragazzi. Partecipò per tanti anni come relatrice a convegni e conferenze. 
Nel 1927 tornò a Belluno, avendo vinto il concorso per la Direzione Didattica della sua città natale, dove continuò la sua opera di scrittrice, che non interruppe nemmeno con il trasferimento ad Adria in qualità di Ispettrice. 
La sua opera fu fondamentale per far conoscere gli ambienti ecologici e indirizzare l'attenzione dei ragazzi all'osservazione scientifica. Ricordiamo in particolare Avventure nel bosco, Avventure nell'orto, Avventure nel prato, Avventure nello stagno e Avventure nei campi. Nel 1950 pubblica, sempre per l'editore Vallecchi, Conoscere gli animali con tavole illustrate di Mario De Donà (Eronda), a cui seguirà Conoscere le piante (1951), sempre nella collana "Vie della sapienza" diretta da Piero Bargellini.
Collaborò anche con la Walt Disney per la realizzazione dei volumi Frin la cicala e Storia dei bisonti, editi da Arnoldo Mondadori, per i quali scrisse i testi (questi volumi sono stati tradotti anche in lingua francese).
Le sue opere furono apprezzate anche dal noto pedagogista Giuseppe Lombardo Radice.

## Opere
- Per un ideale, manoscritto del 1914, Archivio Boranga
- La natura e il fanciullo, Guida agli educatori per far conoscere ed amare la natura al fanciullo, Parte I, I Muri, Ed. Paravia, Torino, 1926 (con prefazione di Giuseppe Lombardo Radice, disegni di Marinella Marinelli)
- Per fare il bene, con illustrazioni di B. Angoletta, Ed. Paravia, Torino, 1926
- La natura e il fanciullo, Guida agli educatori per far conoscere ed amare la natura al fanciullo, Parte II, La Strada, Ed. Paravia, Torino, 1927 (riedita nel 1951 con disegni di Romana D'Ambros)
- L'indisciplina nella scuola, in "Scuola e Riforma", anno II, n. 4, Gennaio 1934
- Educare all'amore per la Terra, in "Scuola Italiana Moderna", anno XLIII, n. 19, Brescia, 24 febbraio 1934-XII
- La natura e il fanciullo, Guida agli educatori per far conoscere ed amare la natura al fanciullo, Parte III, Le Siepi, Ed. Paravia, Torino, 1940 (riedito nel 1951 con disegni di Romana D'Ambros)
- Poesia e scienza della natura nella scuola, in "Scuola Moderna Italiana", anno XXVI, supplemento al n.12, dicembre 1943
- Opposizione ai motivi di sospensione dell'impegno inviata alla Commissione d'Epurazione di Belluno il 10-07-1945, Archivio Boranga
- Avventure nell'orto, con illustrazioni a colori di Luisa Fantini, Ed. Vallecchi, Firenze, 1946
- Bimbi, bestiole e cose, Ed. Paravia, Torino, 1949
- L'esplorazione del modo del lavoro come fattore coscienza sociale dei giovani, in "Educazione e società, relazioni e comunicazioni presentate al Congresso Nazionale di Pedagogia, promosso dall'Associazione "Pedagogium" presso l'Univeristà Cattolica del Sacro Cuore di Milano, Ed. La Scuola, Brescia, 7-8-9 settembre 1949
- Divulgazione scientifica per ragazzi, in "L'indice d'oro", anno I, n. 10, ottobre 1950
- Avventure nel prato, con illustrazioni a colori di Romana D'Ambros, Ed. Vallecchi, Firenze, 1951
- Corso di educazione all'aperto, Ed. Centro Didattico Nazionale, Firenze, 1951
- Conoscere le piante, con illustrazioni di M. Marinelli, Ed. Vallecchi, Firenze, 1951
- Conoscere gli animali, con illustrazioni di Mario De Donà, Ed. Vallecchi, Firenze, 1951
- Esperienze di scuola attiva alla "Gabelli" di Belluno, in "Il Centro", anno I, n. 1-2, 1952
- con Gasparo, La scuola rinnovata "Pizzigoni", Ed. La Scuola, Brescia, 1952
- La scuola di differenziazione didattica "A. Gabelli" di Belluno, Ed. Demos, Genova, 1953
- Il problema del governo e della disciplina nella scuola, in "Scuola Italiana Moderna", anno LXIII, supplemento al n.18, 20 giugno 1954
- La Gemma, letture per la prima classe, Ed. La Scuola, Brescia, 1955
- Piante e animali: la loro vita comincia così, Ed. Mazzocco-Bemporad, Firenze, 1957
- Lo studio della natura nella scuola, Conferenza tenuta al corso-convegno di Gubbio, 5-11 luglio 1961
- Centro didattico provinciale, sezione dell'ordine elementare, Attività scolta nell'anno scolastico 1941-42, Ed. Silvio Benetta, Belluno, 30 aprile 1943
- con Renato Caporali, Alberto Manzi, Città nel prato, Ed. Giunti Marzocco, Firenze, 1961
- La Scuola "Gabelli" di Belluno, Ed. La Scuola, Brescia, 1962
- Scuola e ambiente naturale, la grande maestra, in "Esperienza Didattica", anno LXXII, n. 6, 1º novembre 1962
- Avventure nello stagno, (con illustrazioni a colori di Romana D'Ambros), Ed. Vallecchi, Firenze, 1962
- Scuola e natura, amore e dolore, in Atti del Primo convengo Nazionale su La protezione della flora alpina, S. Ed., Belluno, 2-4 giugno 1967
- Avventure nei campi, Ed. Vallecchi, Firenze, 1971
- Via Sotto Castello, Ed. Nuovi Sentieri, Belluno, 1974
- Sempre maggiore attenzione per gli anziani, in "La Campana - Bollettino parrocchiale del Duomo", anno LXI, n. 5, dicembre 1977
- È andata così quand'ero maestra di scuola, Ed. Nuovi Sentieri, Belluno, 1978
- La lunga memoria degli anni dal 1927 al 1958 quand'ero dirigente di scuola, Ed. Nuovi Sentieri, Belluno, 1982
- Modi dell'osservazione del fanciullo e attività che ne derivano: lezione tenuta al corso di aggiornamento per insegnanti elementari, Agliano d'Asti 31 marzo-9 aprile 1963, Scuola tip. San Giuseppe, 1963
- Frin la cicala / Walt Disney, Arnoldo Mondadori Editore, 1961
- Storia dei bisonti, Arnoldo Mondadori Editore, 1961
- Giorni belli: letture per il primo ciclo, Vallecchi, 1957
- Avventure nel bosco: storie di animali, A. Vallecchi, 1943
- Come il fanciullo vede la natura: Atti del corso residenziale per insegnanti elementari sull'insegnamento delle scienze fisiche e naturali, s.l. s.d.
- Commemorazione di Wanda de Pol (nel trigesimo della morte), P. Castaldi, 1947
- Cracc... brech!, con disegni di A. Fossombrone, G.B. Paravia & c., 1925
- Filomena va al mercato, con illustrazioni di G. Rossini, Ed. Fontelucente di A. Vallecchi, 1950
- Gradassate : commedia in un atto, con illustrazioni di B. Angoletta, G. B. Paravia e C., 19...
- Principessa per un Giorno : Commedia in due atti, G. B. Paravia e C., Edit., 19...
- Questa è la "Scuola Gabelli", Castaldi, Feltre, s.d.
- Sventura che redime, 19...